# Impasse Paul-Louis Courier
Impasse Paul-Louis Courier är en återvändsgata i Quartier Saint-Thomas-d'Aquin i Paris sjunde arrondissement. Gatan är uppkallad efter den franske författaren Paul Louis Courier (1772–1825). Impasse Paul-Louis Courier börjar vid Rue Paul-Louis-Courier 7.

## Omgivningar
- Sainte-Clotilde
- Chapelle Notre-Dame-de-la-Médaille-Miraculeuse
- Musée d'Orsay
- Square Samuel-Rousseau
- Passage de la Visitation
- Rue de Poitiers
- Rue de Villersexel

## Bilder
| - Gatuskylt. - Sainte-Clotilde. - Madonnan och Barnet på fasaden till Chapelle Notre-Dame-de-la-Médaille-Miraculeuse. |

## Kommunikationer
- Tunnelbana – linje  – Rue du Bac
- Busshållplats Rue du Bac – René Char – Paris bussnät

### Webbkällor
- ”Impasse Paul-Louis Courier”. Mairie de Paris. https://web.archive.org/web/20160303180701/http://www.v2asp.paris.fr/commun/v2asp/v2/nomenclature_voies/Voieactu/7108.nom.htm. Läst 9 november 2023.
- ”Impasse Paul-Louis Courier (7ème arrondissement)”. Les rues de Paris. https://web.archive.org/web/20160409083511/http://www.parisrues.com/rues07/paris-07-impasse-paul-louis-courier.html. Läst 9 november 2023.